# Institut national de la santé et de la recherche médicale
Vous pouvez aider à l'améliorer ou bien discuter des problèmes sur sa page de discussion.
- Sa rédaction n'est pas équilibrée, et donne à certains aspects ou points de vue une importance disproportionnée. Considérez son contenu avec précaution. Pour lancer la procédure de résolution du problème, utilisez le paramètre neutralité. (Marqué depuis février 2022)
- Il est à actualiser. Certains passages sont obsolètes ou annoncent des événements désormais passés. (Marqué depuis février 2022)

L'Institut national de la santé et de la recherche médicale (ou Inserm, prononciation : /in.sɛʁm/) est un établissement public à caractère scientifique et technologique français spécialisé dans la recherche médicale. Il est placé sous la double tutelle du ministère de l'Enseignement supérieur, de la Recherche et de l'Innovation et du ministère des Solidarités et de la Santé. Son président est Didier Samuel depuis le 1er février 2023.

## Historique
L'Inserm est créé en 1964 par Raymond Marcellin, le ministre de la Santé, sur les conseils de Georges Mathé, de Gabriel Richet et de la Délégation générale à la recherche scientifique et technique, par le décret 64-627 du 18 juillet 1964. Le nouvel institut est une émanation de l'Institut national d'hygiène (INH), créé en 1941 sous le gouvernement de Vichy et des seize centres de recherche impulsés par l'Association Claude-Bernard. Les chercheurs et techniciens sont transférés et de nouveaux laboratoires sont fondés, l'INH étant sous-dimensionné par cet aspect.
En 1964, le budget alloué à l’INH est de 54 millions de nouveaux francs pour un effectif de 1 065 agents dont 452 chercheurs et 613 ITA. Il passe en 1974, à la suite d’une hausse importante des moyens de la recherche médicale, à 246 millions pour un effectif de 4 589 agents dont 2 804 chercheurs et 1 785 ITA)[source insuffisante].
En 1983, l'Inserm devient un établissement public à caractère scientifique et technologique (EPST).
Depuis avril 2009, Aviesan (Alliance nationale pour les sciences de la vie et de la santé) rassemble les grands acteurs de la recherche biomédicale en France, à savoir huit grands établissements publics — le CNRS, l'INRIA, l'Inserm, l'Institut Pasteur, auxquels s’associent les universités et les CHU[Lesquels ?] avec pour objectif de coordonner équipes et programmes.
L'Inserm a depuis lors pour mission l'étude de la santé humaine avec pour vocation d'investir le champ de la recherche biomédicale fondamentale et appliquée, dans les domaines de la biologie cellulaire, la biologie moléculaire, la génétique, la physiologie, la physiopathologie, la thérapie génique, l'épidémiologie, l'imagerie médicale, etc. Son expertise permet notamment une saisine de la Haute autorité de santé (HAS) pour actualiser les recommandations professionnelles dans les différents domaines.
En 2016, l'Inserm s'est doté d'un plan stratégique pour anticiper les défis de la révolution biologique, technologique et accompagner l’évolution de ce que sera la médecine de demain. Ce plan est accompagné d'un contrat d’objectifs avec l’État pour la période 2016-2020.
Dans la recherche de vaccins contre la Covid-19, l'Inserm ouvre le 1er octobre 2020 la plateforme d'information et d'inscription Covireivac.fr afin de recruter 25 000 volontaires pour conduire des essais cliniques.

## Organisation, personnels et budget
L'Inserm est dirigé par un président entouré de deux instances scientifiques, le conseil scientifique et les commissions scientifiques spécialisées, et d'une instance administrative, le conseil d'administration.
En 2017, l'Inserm est constitué de 281 unités (pour la plupart, environ 85 %, insérées au sein d'hôpitaux et d'universités), 36 centres d'investigation clinique, de 34 unités de service et de 31 laboratoires européens et internationaux associés. La plupart des unités sont mixtes dans leur rattachement et leur financement, c’est-à-dire labellisées également en tant qu'unités CNRS ou départements universitaires.
Le personnel est réparti en deux corps distincts : les chercheurs (directeurs et chargés de recherches) d'une part ; les ingénieurs et techniciens (ingénieurs de recherches, ingénieurs d'études, assistants ingénieurs et techniciens) d'autre part. En 2017, près de 15 000 personnes travaillent au sein de structures dépendantes ou associées à l'Inserm, dont 5 147 titulaires de l'institut, réparties dans 276 unités de recherche.
L'Inserm publie chaque année un rapport d'activité. En 2017, les chercheurs de l'Inserm ont été à l'origine de 13 220 publications scientifiques dont 6 000 cosignées par au moins un autre pays.
En 2000, l'Inserm a créé une filiale chargée de la valorisation de la recherche, Inserm Transfert, qui compte plus de 100 salariés.
En 2008, l'Inserm lance un appel à projets et à la fin de 2009, LinShare est développé pour son partage de fichiers interne,.
En janvier 2023, la Cour des comptes rend public un rapport « plutôt sévère » sur ses comptes et sa gestion sur la période 2015 à 2021. Il appelle à une évolution radicale de l’institut de recherche. Il déplore notamment des carences dans le pilotage de la recherche et une gestion des ressources humaines déconnectée de la stratégie scientifique. Il lui est reproché de ne pas s’être « recentré sur certaines disciplines » et de continuer « d’être présent sur l’ensemble du spectre des sciences biomédicales, malgré la persistance de redondances entre ses activités de recherche et celles d’autres organismes, en particulier le CNRS ». Il constate qu'entre 2015 et 2019, l’Inserm a enregistré quatre exercices déficitaires, et note que « cette situation n’a pas fait l’objet d’un réel plan de redressement de sa part ou d’une demande de retour à l’équilibre de la part des ministères de tutelle ».

### Budget
En 2006, l'Inserm dispose d'un budget de 557 millions d'euros. L'année suivante, le budget s'élève à 612 millions d'euros répartis à 83 % pour les activités de recherche des unités. En 2009, l'Institut reçoit un budget de 715 millions d'euros. L'année suivante, le budget primitif (voté au conseil d'administration du 3 décembre 2009) est de 743 millions d'euros. Ce dernier est révisé par le conseil d'administration du 25 mars 2010 pour atteindre 859 millions d'euros.
En 2012, 953 millions d'euros sont alloués à l'Inserm. En 2014, 867 millions d'euros permettent de financer l'Institut (70 % de subventions d'État et 30 % de ressources externes). En 2017, le budget est porté à 957 millions d'euros (65 % de subventions d'État et 35 % de ressources externes). L'année suivante, 908 millions d'euros financent l'Inserm (68 % de subventions d'État et 32 % de ressources externes).
En 2021, le budget s'élève à 967 millions d'euros (67 % de subventions d'État et 33 % de ressources externes). En 2022, l'Institut dispose d'un budget de 1 073 millions d'euros (62,9 % de subventions d'État et 37,1 % de ressources externes).

### Présidents
- 1964 : Eugène Aujaleu (1903-1990) ;
- 1969 : Constant Burg (1924-1998) ;
- 1979 : Philippe Laudat (1930-1987) ;
- 1982 : Philippe Lazar (1936-) ;
- 1996 : Claude Griscelli (1936-) ;
- 2001 : Christian Bréchot (1952-) ;
- 2007 : André Syrota (1946-) ;
- 2014 : Yves Lévy (1957-), dont intérim du 2 juin au 12 octobre 2018[16],[17] ;
- 2018 : Claire Giry (1970-), par intérim du 12 octobre 2018[18] au 1er janvier 2019 ;
- 2019 : Gilles Bloch (1961-)[19] ;
- 2023 : Didier Samuel[20].

La nomination du nouveau PDG en 2018 est très médiatisée. D'après Le Canard enchaîné, la ministre de la Santé Agnès Buzyn a fait « un chantage à la démission » pour renouveler le mandat de son époux Yves Lévy. Le quotidien Libération décrit ce conflit d'intérêts qui scandalise certains chercheurs et « embarrasse les politiques ». Le Monde affirme que « la question sera tranchée au sommet de l’État, tant le sujet est sensible ». Le journal médical britannique The Lancet considère que l'opacité de la procédure de nomination ternit l'image de la France, et demande « la publication des noms des candidats et des membres du comité, et du contenu des délibérations »,. La composition du comité paraît le 16 juin. Selon les informations de News Tank, six candidats, Philippe Amouyel, Michel Cogné, Yves Lévy, Ali Saïb, Philippe Froguel et Jessica Zucman-Rossi, ont été auditionnés le 21 juin 2018, mais seuls Froguel et Zucman-Rossi avaient précédemment rendu leur candidature publique. Yves Lévy retire sa candidature le 30 juillet devant l’embarras qu’elle suscitait au sein du gouvernement. La procédure d’appel à candidature repart à zéro en septembre 2018, le gouvernement espérant que le retrait d'Yves Lévy encourage de plus nombreux candidats. Les candidatures sont ouvertes jusqu'au 18 octobre 2018. Claire Giry, directrice générale déléguée, est nommée présidente par intérim le 12 octobre après qu'Yves Lévy soit devenu conseiller juridique du gouvernement. Nommé en conseil des ministres le 26 novembre, Gilles Bloch prend sa succession le 2 janvier 2019.

### Implantations
Le siège de l'Inserm se situe à Paris dans le 13e arrondissement, au 101 rue de Tolbiac depuis 1974. Les laboratoires et unités de recherche se répartissent sur tout le territoire français, découpé en neuf régions et douze délégations régionales : Auvergne-Rhône-Alpes, Est, Grand Ouest, Île-de-France (Paris-IDF Centre-Est, Paris-IDF Centre-Nord et Paris-IDF Sud), Occitanie-Méditerranée (à laquelle est rattachée La Réunion), Occitanie-Pyrénées, Nord-Ouest, Nouvelle-Aquitaine, Provence-Alpes-Côte d'Azur et Corse.
Depuis 2000, l'Inserm dispose d'une filiale spécialisée dans la valorisation de la recherche scientifique et le transfert de technologie pour les innovations issues de l'Inserm : Inserm Transfert. Cette filiale a son siège à Paris 13e et est dirigée depuis 2014 par Pascale Augé ; elle est membre de la Biotechnology Innovation Organization.

## Thématiques de recherche
Depuis 2008, l'Inserm est constitué de différents instituts thématiques ayant pris la suite du regroupement par commissions scientifiques spécialisées et intitulés :
- bases moléculaires et structurales du vivant ;
- biologie cellulaire, développement et évolution ;
- cancer ;
- génétique, génomique et bio-informatique ;
- immunologie, inflammation, infectiologie et microbiologie ;
- neurosciences, sciences cognitives, neurologie et psychiatrie ;
- physiopathologie, métabolisme et nutrition ;
- microbiologie et maladies infectieuses ;
- santé publique ;
- technologies pour la santé.

## Classements internationaux
Selon le classement Scimago Institutions Ranking 2025, l'Inserm est classée quatrième institut de recherche mondial (derrière le Département de la Santé et des Services sociaux des États-Unis, Massachusetts General Hospital et American Cancer Society) dans le secteur de la santé, et vingt-deuxième mondial tous secteurs confondus. Ce classement se base sur la performance dans la recherche, l'innovation et l'impact sociétal des instituts.

## Science & Santé
L'Inserm publie depuis 2011 une revue bimestrielle en français intitulée Science & Santé. Revue scientifique et d'actualité d'une cinquantaine de pages, elle s'adresse tout à la fois aux personnels de l'institut, aux professionnels de la santé, mais aussi au grand public dans des articles courts et des brèves ainsi que des dossiers thématiques. Science & Santé est éditée en format papier (mais non vendue dans le commerce) ainsi qu'en format numérique (PDF).

## Prix décernés par l'Institut
L'Inserm décerne chaque année depuis 2000 des prix scientifiques dans différents domaines :
- le Grand Prix rend hommage à un acteur de la recherche scientifique française dont les travaux ont permis des progrès remarquables dans la connaissance de la physiologie humaine, en thérapeutique, et plus largement, dans le domaine de la santé[36]. Comme la médaille d'or du CNRS, il est l'une des plus hautes distinctions scientifiques françaises[37].
- les prix de recherche distinguent des chercheurs, enseignants-chercheurs et cliniciens-chercheurs, dont les travaux ont particulièrement marqué le champ de la recherche fondamentale, de la recherche clinique et thérapeutique et de la recherche en santé publique ;
- les prix de l'innovation récompensent des ingénieurs, techniciens ou administratifs pour des réalisations originales au service de l'accompagnement de la recherche ;
- depuis 2004, un prix d'honneur et un prix international sont décernés, témoignant de la carrière de personnalités scientifiques internationales particulièrement éminentes.

| Année | Grand Prix            | Prix d'Honneur                            | Prix International |
| ----- | --------------------- | ----------------------------------------- | ------------------ |
| 2015  | Pier-Vincenzo Piazza  | Étienne-Émile Baulieu                     | Peter Piot         |
| 2016  | Jean-Laurent Casanova | Catherine Barthélémy                      | Linda Fried        |
| 2017  | Edith Heard           | Claude-Agnès Reynaud et Jean-Claude Weill | Marie-Paule Kieny  |
| 2018  | Alain Tedgui          | Antoine Triller                           | Elisabetta Dejana  |
| 2019  | Éric Gilson           | Jean-François Delfraissy                  | Michel Sadelain    |
| 2020  | Dominique Costagliola | —                                         | Anthony Fauci      |
| 2021  | Marion Leboyer        | —                                         | —                  |
| 2022  | Olivier Delattre      | —                                         | —                  |